# Kevin Keller (histórias em quadrinhos)
Kevin Keller é um personagem fictício no universo da Archie Comics. Ele apareceu pela primeira vez em Veronica #202, publicado em setembro de 2010. Criado pelo escritor/artista Dan Parent, Kevin é o primeiro personagem abertamente gay na história da Archie Comics.

## Descrição de personagem e histórico de publicação
No enredo inicial de Keller, "Isn't Bromantic?", Veronica expressa interesse em sair com Kevin, mas ele não está interessado. Enquanto ele e Jughead se unem por seu amor mútuo pela comida, Kevin explica que não quer namorar Verônica porque é gay. Kevin também se liga com Veronica e eles se tornam melhores amigos.
Jon Goldwater, co-CEO da Archie Comics, explicou que incluir um personagem abertamente gay é uma maneira de abrir o mundo de Riverdale e desestigmatizar a homossexualidade. "A cidade natal de Archie, Riverdale, sempre foi um mundo seguro para todos. Faz sentido ter um personagem abertamente gay nos quadrinhos de Archie." O escritor Dan Parent concordou, dizendo "Isso mostra que Riverdale está no século 21".
Keller retornou em Veronica #205 e encabeçou sua própria minissérie de quatro edições, Kevin Keller, começando em junho de 2011. A nova série enfocou a vida de Keller antes de ele chegar em Riverdale, incluindo suas lutas no ensino médio. Também estabelece que ele é um pirralho do exército e apresenta os personagens Wendy e William, amigos que Keller havia visto anteriormente.
Em julho de 2011, a Archie Comics anunciou que Keller iria estrelar seu próprio título solo, também intitulado Kevin Keller. A nova série estreou em fevereiro de 2012 e contou com Keller se tornando presidente de classe ao mesmo tempo em que lidava com a "adversidade". A série terminou em novembro de 2014 após 15 edições.
Em abril de 2015, a Archie Comics anunciou que Kevin Keller seria o protagonista de outra série solo, Life with Kevin. Seria uma mini-série digital primeiro para começar com a opção de se tornar uma série em andamento, se bem-sucedida. A série trará de volta o criador Dan Parent como escritor/artista, bem como J. Bone como inker. A série não será lançada no New Riverdale, da Archie Comics, mas sim no clássico universo de Archie, com foco em um Kevin mais velho que se mudou para Nova York depois de se formar na faculdade. A série estreou em junho de 2016.

## Outras versões

### Afterlife with Archie
Kevin aparece na segunda edição do Afterlife with Archie. Ele é mostrado como um arqueiro habilidoso, além de ter recebido treinamento militar de seu pai, que morreu antes do início da série.

### Life with Archie: The Married Life
Keller apareceu pela primeira vez como adulto na edição #16 (janeiro de 2012) de Life with Archie: The Married Life, onde seu casamento com Clay Walker foi exibido. Mais tarde, depois que Walker é baleado em uma tentativa de assalto, Keller corre para ganhar a eleição para o Senado dos Estados Unidos em uma plataforma de legislação de controle de armas mais rigorosa; a série termina com a morte de Archie Andrews, salvando o recém-eleito senador Keller de uma tentativa de assassinato.

## Em outras mídias

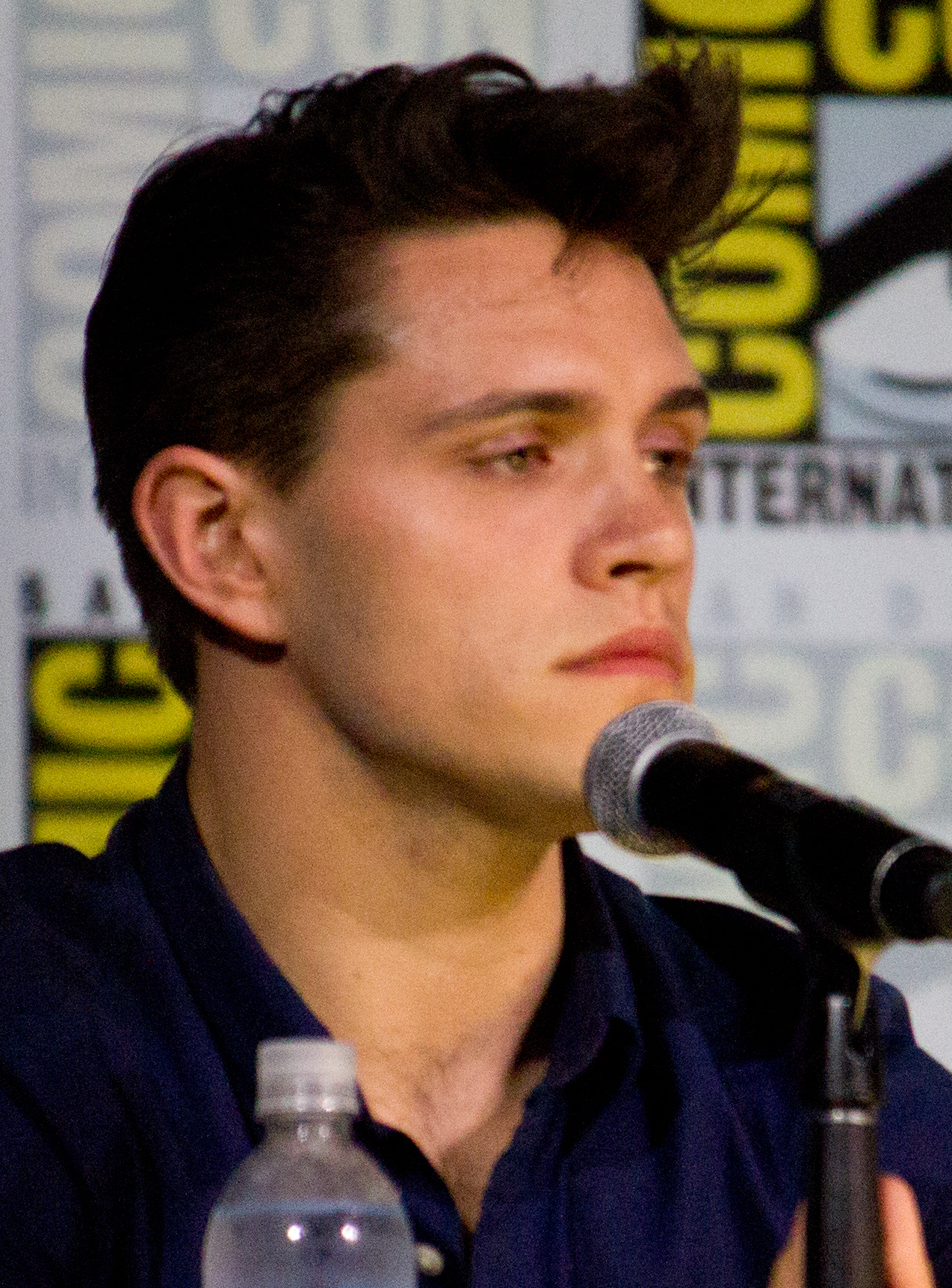
Casey Cott interpreta Kevin em Riverdale.

- Kevin aparece em Riverdale, uma série de drama da The CW interpretada por Casey Cott. Seu personagem apresentado em um papel recorrente para a primeira temporada, ele foi promovido a elenco regular para a próxima temporada.[8]